# Quando la moglie è in vacanza
Quando la moglie è in vacanza (The Seven Year Itch) è un film del 1955 diretto da Billy Wilder.
Considerato uno dei lavori più riusciti di Marilyn Monroe, nel 2000 è stato inserito dall'American Film Institute al 51º posto della classifica delle cento migliori commedie americane di tutti i tempi.

## Trama
Richard Sherman è un dirigente editoriale di mezza età, con una fervida immaginazione, che vive a Manhattan con la moglie Helen e il figlio Ricky. Durante una calda estate, Helen e Ricky partono in vacanza nel Maine mentre Richard rimane in città per lavoro. Tornato a casa con la pagaia da kayak che il figlio si è dimenticato, Richard incontra un'attraente giovane donna, ex modella e attrice di spot pubblicitari, la quale ha preso in affitto l'appartamento sopra il suo. Quella sera, Sherman legge per lavoro un manoscritto dello psichiatra Brubaker in cui si sostiene che quasi tutti gli uomini sono spinti ad avere relazioni adultere nel settimo anno di matrimonio e si immagina una conversazione con Helen; cerca di convincerla di esercitare un fascino irresistibile per le donne, raccontandole di tre episodi inventati in cui resistette stoicamente ai tentativi di tre donne di conquistarlo, ma Helen ci ride su riconoscendo l'esagerazione. Subito dopo, Sherman viene quasi colpito da una pianta di patate caduta dal piano superiore. La ragazza si scusa con Richard, che la invita a bere qualcosa.
Nell'attesa, Richard è diviso tra il senso di colpa all'idea di tradire sua moglie e una fantasia in cui la donna (immaginata come una femme fatale) resta ammaliata dal suo modo di suonare il pianoforte. La ragazza si rivela essere ingenua e innocente ma Sherman, attratto da lei, cerca maldestramente di baciarla mentre stanno suonando insieme il piano. Nonostante lei non se ne avveda, Richard, pentitosi, le chiede di andarsene. Il giorno dopo, Richard ha la paranoia che Helen venga a sapere del suo tradimento e si convince di essere preda del cosiddetto "prurito del settimo anno" di cui ha letto nel manoscritto di Brubaker. Cerca di ottenere l'aiuto di quest'ultimo, senza successo.
Richard viene a sapere che Helen, in vacanza, sta trascorrendo del tempo con il suo amico scrittore MacKenzie, e si immagina che abbiano una relazione. Decide così di uscire con la ragazza per cenare e vedere al cinema il film Il mostro della laguna nera; successivamente, la donna si posiziona sopra la grata della metropolitana per godersi la brezza che ne fuoriesce, incurante del fatto che le sollevi la gonna dell'abito. Sherman le permette di passare la notte nel suo appartamento in quanto provvisto di aria condizionata, così da permetterle di riposarsi a dovere per una pubblicità che deve girare il giorno successivo. La mattina dopo, in seguito a un confronto con McKenzie, Richard torna in sé e si immagina una reazione violenta della moglie alla scoperta del suo tradimento; dice così alla ragazza che può rimanere nel suo appartamento, mentre lui recupera la pagaia del kayak e si affretta alla stazione per raggiungere Helen e Ricky nel Maine.

## Produzione
The Seven Year Itch nasce originariamente come una commedia teatrale in tre atti, opera di George Axelrod, e debutta al Fulton Theatre di New York il 20 novembre 1952. Nel cast dello spettacolo figura come protagonista maschile Tom Ewell, che verrà successivamente scritturato dalla 20th Century Fox per interpretare lo stesso ruolo nella versione cinematografica, mentre il ruolo della ragazza del piano di sopra, sul palcoscenico, era affidato a Vanessa Brown.
L'adattamento cinematografico esce nelle sale nel 1955 con il ruolo della ragazza affidato a Marilyn Monroe e diventa un successo di pubblico negli Stati Uniti. Una delle scene diventerà famosa, verrà citata e parodiata innumerevoli volte fino a diventare un'icona del cinema del XX secolo: la scena in cui, all'uscita da una sala cinematografica, su una griglia di aerazione, la bianca gonna di Marilyn Monroe viene sollevata dallo spostamento d'aria provocato dal passaggio di un treno della metropolitana.

## Colonna sonora
Le tagliatelle è il nome che viene dato al pezzo per pianoforte Chopsticks nella versione italiana del film. Si tratta di un valzer per pianoforte estremamente semplice da eseguire e spesso proposto come lavoro agli allievi principianti. Fu scritto nel 1877 dalla compositrice inglese Euphemia Allen sotto lo pseudonimo di Arthur de Lulli.
Il brano di musica classica che sottolinea molti momenti della pellicola è il "Concerto No.2 per pianoforte" di Sergej Vasil'evič Rachmaninov

## Distribuzione

### Doppiaggio
Nel doppiaggio in italiano del film la pianta che cade sulla chaiselongue di Sherman viene definita una pianta di patate, ma si può notare che è in realtà una pianta di pomodori. L'errore forse fu dovuto al fatto che in inglese la parola "tomato" (pomodoro) in gergo è uno dei tanti modi per dire "bella ragazza", infatti in inglese la pianta viene nominata "the tomato plant" (la pianta di pomodori). In italiano la battuta aveva senso solamente se sostituita con la pianta di patate.

## Riconoscimenti
Il film ha vinto nel 1956 il Golden Globe per il miglior attore in un film commedia o musicale per l'interpretazione di Tom Ewell.
Nel 2000 l'American Film Institute l'ha inserito al 51º posto della classifica delle cento migliori commedie americane di tutti i tempi.